# Chartreuse de Bertaud
La chartreuse Notre-Dame de Bertaud ou Sainte-Marie d’Aurouse était un ancien monastère de moniales appartenant à l'ordre des chartreux, située au hameau de La Crotte, sur la commune de La Roche-des-Arnauds, au pied de la Dent d'Aurouze, dans les Hautes-Alpes. C'est le second monastère de femmes de l'ordre des Chartreux, première fondation féminine ex nihilo de l’ordre.

## Histoire
Cette chartreuse de moniales se fixe d'abord au lieu-dit « les Bertauds ». En 1188, Adélaïde de Comps, femme d'Arnaud Flotte, seigneur de Montmaur et de La Roche, ayant donné aux religieuses de Saint-André de Prébayon, le territoire de Bertaud , sur la commune de la Roche-des-Arnauds, elles y bâtissent un couvent, qui est terminé et installé au commencement du XIIIe siècle.
Des privilèges lui sont accordés par les papes Innocent III et Clément IV, l'empereur Frédéric II, Charles Ier, roi de Naples, les comtes de Forcalquier et les Dauphins. 
Notre-Dame de Bertaud dépend de la chartreuse de Durbon mais cela n'empêche point les désaccords. Un arbitrage est rendu en juin 1222 entre les deux couvents au sujet des pâturages de Montmaur, de Dévolui et de La Cluse. Ils s'en garantissent mutuellement la commune possession fraternelle et pacifique. Durbon fait même, moyennant compensation, deux concessions à Sainte-Marie : les troupeaux de Sainte-Marie pourront venir paître jusqu'à la limite des confins de Durbon, à condition toutefois de prendre bien garde à ne causer aucun dommage au domaine de la Chartreuse de Durbon. D'autre part, le bétail de Sainte-Marie reçoit le droit de passer par  le territoire de Durbon pour se rendre aux Lesches, pourvu qu'il ne le traverse qu'après la coupe des prairies et la récolte du foin, et qu'il n'y séjourne pas plus d'une nuit, sauf le cas d'une évidente nécessité due au mauvais temps.
En 1250 lui est uni le prieuré de Romans ; en 1260, elle essaime à La Celle-Roubaud. Mais les terres, très étendues, ne peuvent rapporter que très peu, et le monastère souffre de la pauvreté. En 1297, on y trouve quarante-cinq religieuse mais le nombre doit être progressivement réduit. Elles ne sont plus que douze en 1435. 
Un incendie en 1376 est réparé par les largesses du pape et des autres chartreuses ; celui de 1446 est irréparable. La communauté 
se retire alors à Gap, dans une maison qu'elle possède, puis après quelques années d'une existence très précaire, à Gap, les religieuses sont transférées à Durbon, dans une maison voisine de celle des chartreux. Elles y sont fixées en 1453. En 1463, le chapitre général de l'ordre uni et incorpore les biens du monastère de Bertaud à ceux de la chartreuse de Durbon, l'indépendance du monastère de Bertaud n'existe plus. Durbon administre les biens de Bertaud comme les siens, il n'y a plus de distinction entre les deux monastères. La communauté y reste jusqu’en 1601, date à laquelle le chapitre général transfère la dernière moniale à Prémol et rétablit une maison de moines à Durbon.
La communauté religieuse quitte le site de Bertaud, mais son exploitation continue au profit des moniales en exil, puis des chartreux de Durbon, avec une population moins nombreuse et laïque. En 1790 le domaine est vendu comme bien national. Il y a encore 5 bâtiments sur le site, une chapelle, une habitation, une grange, un moulin et une scierie hydraulique. Définitivement abandonné dans la seconde moitié du XIXe siècle le site est acquis en 1890 par l’Etat. Un pèlerinage annuel en l'honneur de sainte Roseline de Villeneuve, un temps moniale de Bertaud, y persiste aujourd’hui.

## Prieures
D'après Guillaume : 
- 1209 : Raymonde de Mesara
- 1212-1215 : Agnès
- 1218 : Serra ou Sarras
- 1219-1222: Raymonde de Mesara
- 1223 : Serra ou Sarras
- 1231-1232 : Anne
- 1237-1240 : Stophania ou Stépanie
- 1241 : Rambaude
- 1242-1245 : Agathe
- 1248-1250 :Jeanne
- 1260 : Élisabeth
- 1270-1281: Pétronille Regarde
- 1284 : Rambaude
- 1297 : Flotta
- 1297-1303 : Raybaude de Montauban
- 1323-1328 : Raybaude Vert
- 1335 : Barrace de Barras
- 1351 : Alaïsie
- 1356 : Philippine Flotte
- 1365 : Bertrande
- 1391 : Isoarde de Sigoyer
- 1432-1435 : Antoinette de Montorsier
- 1446 : Marguerite d'Avançon

## Domaine temporel
Les chartes nous indiquent que la chartreuse acquiert des rentes, revenus, cens, surcens, et autres droits seigneuriaux, un peu partout dans l'actuel arrondissement de Gap, surtout sur les communes suivantes : La Roche-des-Arnauds, Manteyer, La Freissinouse, Pelleautier, Montmaur, La Cluse, Agnières, Saint-Étienne-en-Dévoluy, Gap, Monêtier-Allemont, Ventavon, Lazer, Upaix,..